# Blennidus meticulosus
Blennidus meticulosus là một loài bọ chân chạy thuộc phân họ Pterostichinae. Loài này được Dejean mô tả năm 1831.